# Полевой, Павел Гордеевич
Павел Гордеевич Полевой (1915—1960) — старший лейтенант Рабоче-крестьянской Красной Армии, участник Великой Отечественной войны, Герой Советского Союза (1944).

## Биография
Павел Полевой родился 18 декабря 1915 года в станице Шкуринская (ныне — Кущёвский район Краснодарского края). После окончания шести классов школы работал на кирпичном заводе в родной станице. В 1937 году Полевой был призван на службу в Рабоче-крестьянскую Красную Армию. В 1938 году он окончил авиатехнические курсы. С января 1942 года — на фронтах Великой Отечественной войны.
Попал в окружение, воевал в составе партизанского отряда.
К июню 1944 года лейтенант Павел Полевой командовал ротой 286-го стрелкового полка 90-й стрелковой дивизии 21-й армии Ленинградского фронта. Отличился во время освобождения Ленинградской области в ходе Выборгской наступательной операции. 19 июня 1944 года рота Полевого успешно прорвала немецкую оборону в районе Выборга, а на следующий день с боем ворвалась в сам Выборг, нанеся противнику большие потери.
Указом Президиума Верховного Совета СССР от 21 июля 1944 года лейтенант Павел Полевой был удостоен высокого звания Героя Советского Союза с вручением ордена Ленина и медали «Золотая Звезда».
В 1946 году в звании старшего лейтенанта Полевой был уволен в запас. Проживал в Шкуринской, работал в колхозе. Скоропостижно скончался 25 января 1960 года.
Был также награждён рядом медалей.